# Adolfo Rodríguez Saá
Adolfo Rodríguez Saá, född 25 juli 1947 i San Luis, är en argentinsk politiker, tidigare president, och tidigare guvernör för provinsen San Luis under fem mandatperioder (från den 11 december 1983 till den 22 december 2001).
Efter att Fernando de la Rúa avgick under kravallerna i december 2001, utropades Rodríguez Saá till Argentinas president i den lagstiftande församlingen den 23 december 2001 för att utöva ämbetet i sju dagar, fram till att han avgick den 30 december 2001. Han var kongressledamot (2003 - 2005) och valde 2005 till senator för provinsen San Luis. Han blev omvald 2011 för en sexårig mandatperiod till 2017.
Adolfo Rodríguez Saá är äldre bror till Alberto Rodríguez Saá, guvernör i provinsen San Luis 2003-2011.